# Bhagalpur
Bhagalpur é uma cidade e sede do distrito de Bhagalpur, no estado de Bihar, na Índia.

## Demografia
Segundo o censo de 2001, Bhagalpur (M.Corp) tinha uma população de 340.349 habitantes. Os indivíduos do sexo masculino constituem 54% da população e os do sexo feminino 46%. Bhagalpur (M.Corp) tem uma taxa de literacia de 64%, superior à média nacional de 59,5%; sendo de 58% entre pessoas do sexo masculino e 42% no sexo feminino. 14% da população está abaixo dos 6 anos de idade.